# Tautoneura zygina
Tautoneura zygina är en insektsart som beskrevs av Irena Dworakowska 1994. Tautoneura zygina ingår i släktet Tautoneura och familjen dvärgstritar. Inga underarter finns listade i Catalogue of Life.